# Conor
Conor is een jongensnaam van Ierse oorsprong. Hij is afgeleid van Conchobar, wat "hondenliefhebber" of "wolvenliefhebber" betekent. De naam komt ook voor als Connor.

## Bekende naamdragers
- Conor Dwyer, Amerikaans zwemmer
- Conor Laerenbergh, Belgisch voetballer
- Conor Maynard, Brits zanger
- Conor McGregor, Iers MMA-vechter